# Anoplopoma fimbria
Anoplopoma fimbria (Pallas, 1814), conosciuto come carbonaro o con i nomi inglesi di blackcod o sablefish, è un pesce osseo marino appartenente alla famiglia Anoplopomatidae. È l'unico membro del genere Anoplopoma.

## Distribuzione e habitat
Diffuso nell'Oceano Pacifico settentrionale sulle coste asiatiche e nordamericane a sud fino al Giappone settentrionale e alla Bassa California.
Vive su fondi fangosi a profondità tra 305 e 2740 metri di profondità. I giovanili hanno abitudini pelagiche e si trovano vicino alle coste. Allo stadio giovanile può effettuare lunghe migrazioni fino a 3700 km in 6-7 anni.

## Descrizione
A. fimbria ha corpo affusolato e bocca ampia. Risulta piuttosto simile al merluzzo nonostante non vi sia una stretta affinità filogenetica tra le due specie. Due pinne dorsali ben separate, la seconda delle quali opposta e identica alla pinna anale. Pinna caudale biloba.
La colorazione dell'adulto è brunastra o nerastra sul dorso con macchie chiare spesso disposte in file; il ventre è chiaro. Gli esemplari più piccoli sono di solito verdastri con strisce indistinte nella regione dorsale. I giovanili ancora nella fase pelagica sono blu sui fianchi, neri sul dorso e bianchi nella regione ventrale.
Misura fino a 120 cm ma normalmente non supera gli 80. Peso massimo riportato 57 kg.

## Biologia
Si tratta di una specie a vita lunga che ha una longevità massima nota di 94 anni.

### Alimentazione
Predatore: si nutre di pesci, crostacei e vermi marini.

## Pesca
Importante per la pesca commerciale. La maggior parte delle catture viene smerciata sui mercati giapponesi dove viene particolarmente apprezzato. L'olio estratto dal fegato è ricco di vitamina A e Vitamina D. La pesca di questa specie nelle acque statunitensi è certificata come sostenibile dal Marine Stewardship Council. È in fase di studio la possibilità di allevare questa specie in piscicoltura.